# Uciderea lui Gabby Petito
În august 2021, Gabrielle Venora Petito, o americancă de 22 de ani, a fost ucisă de logodnicul ei, Brian Christopher Laundrie, în timp ce călătoreau împreună cu rulota prin Statele Unite ale Americii. Călătoria a fost planificată să dureze patru luni și a început pe 2 iulie 2021. Petito a fost raportată dispărută pe 27 august 2021.
După dispariția lui Petito, Laundrie a stârnit suspiciuni când a condus dubița din Wyoming înapoi la casa părinților săi din Florida și a refuzat să coopereze cu anchetatorii. A fost declarat persoană de interes în caz, iar un mandat de arestare a fost emis împotriva sa pentru fraudă, după ce a folosit cardul ei de debit fără permisiune. Laundrie a părăsit locuința pe 13 septembrie și a fost dat dispărut patru zile mai târziu.
Pe 19 septembrie 2021, rămășițele lui Petito au fost descoperite în Pădurea Națională Bridger–Teton din Wyoming. Autopsia a relevat că a fost ucisă din cauza traumatismelor craniene și cervicale severe, precum și prin strangulare manuală. După o lună de speculații cu privire la locul unde se afla Laundrie și o căutare extinsă a zonei din jurul casei sale, rămășițele lui au fost descoperite pe 20 octombrie 2021, în Parcul Ecologic Myakkahatchee Creek. O autopsie efectuată pe 23 noiembrie a confirmat că Laundrie a murit prin sinucidere, iar FBI-ul a anunțat ulterior că acesta a recunoscut uciderea lui Petito în jurnalul său, găsit lângă rămășițele sale.
Cazul a atras o atenție considerabilă din cauza documentării călătoriilor cuplului pe rețelele de socializare, a înregistrărilor video ale camerelor de corp ale poliției, a apelurilor de urgență 911, a relatărilor martorilor oculari, a acțiunilor părinților lui Laundrie și a unei intense mediatizări.

## Gabby Petito
Gabrielle Venora Petito (19 martie 1999 – sfârșitul lunii august 2021) s-a născut și a crescut în Blue Point, New York. Avea șase frați vitregi. În 2013, Petito și frații ei vitregi au apărut într-un videoclip muzical pentru a crește gradul de conștientizare cu privire la violența armelor în Statele Unite, ca răspuns la masacrul de la școala din Sandy Hook. În 2017, a absolvit liceul Bayport-Blue Point din Bayport, New York, unde l-a cunoscut pe Brian Laundrie. Din septembrie 2017 până în ianuarie 2019, a locuit în Carolina Beach, Carolina de Nord, lucrând ca hostess și în bucătăria unui restaurant din Wilmington din apropiere. A aplicat la Cape Fear Community College, dar nu a urmat cursurile.
Petito a început să se întâlnească cu Laundrie în martie 2019 și s-a mutat cu el și părinții lui în North Port, Florida. Cuplul lucra la un magazin Publix din North Port, unde ea era tehniciană de farmacie, iar el era angajat în departamentul de produse alimentare. Și-au părăsit locurile de muncă la începutul pandemiei COVID-19.
La sfârșitul anului 2019 și începutul anului 2020, cuplul a pornit într-o călătorie de la New York până în California, vizitând Las Vegas, Parcul Național Yosemite, Pismo Beach și alte atracții turistice pe parcurs. În martie 2020, Petito și-a sărbătorit ziua de naștere de 21 de ani în Nokomis, Florida. Ea și Laundrie au vizitat Sope Creek, Georgia, în iunie 2020, și s-au logodit luna următoare.
În decembrie 2020, Petito a achiziționat o dubă Ford Transit Connect din 2012, transformată într-o rulotă, pe care cuplul urma să o folosească pentru următoarea lor călătorie prin țară. Pentru a economisi bani pentru călătorie, a început să lucreze 50 de ore pe săptămână la Taco Bell și ca nutriționistă, în timp ce Laundrie a obținut un loc de muncă la un bar cu sucuri organice. Petito își documenta viața și călătoriile pe platforme de socializare precum YouTube și Instagram, unde își descria interesele ca fiind „artă, yoga și legume”.

## Dispariție

### Călătoria

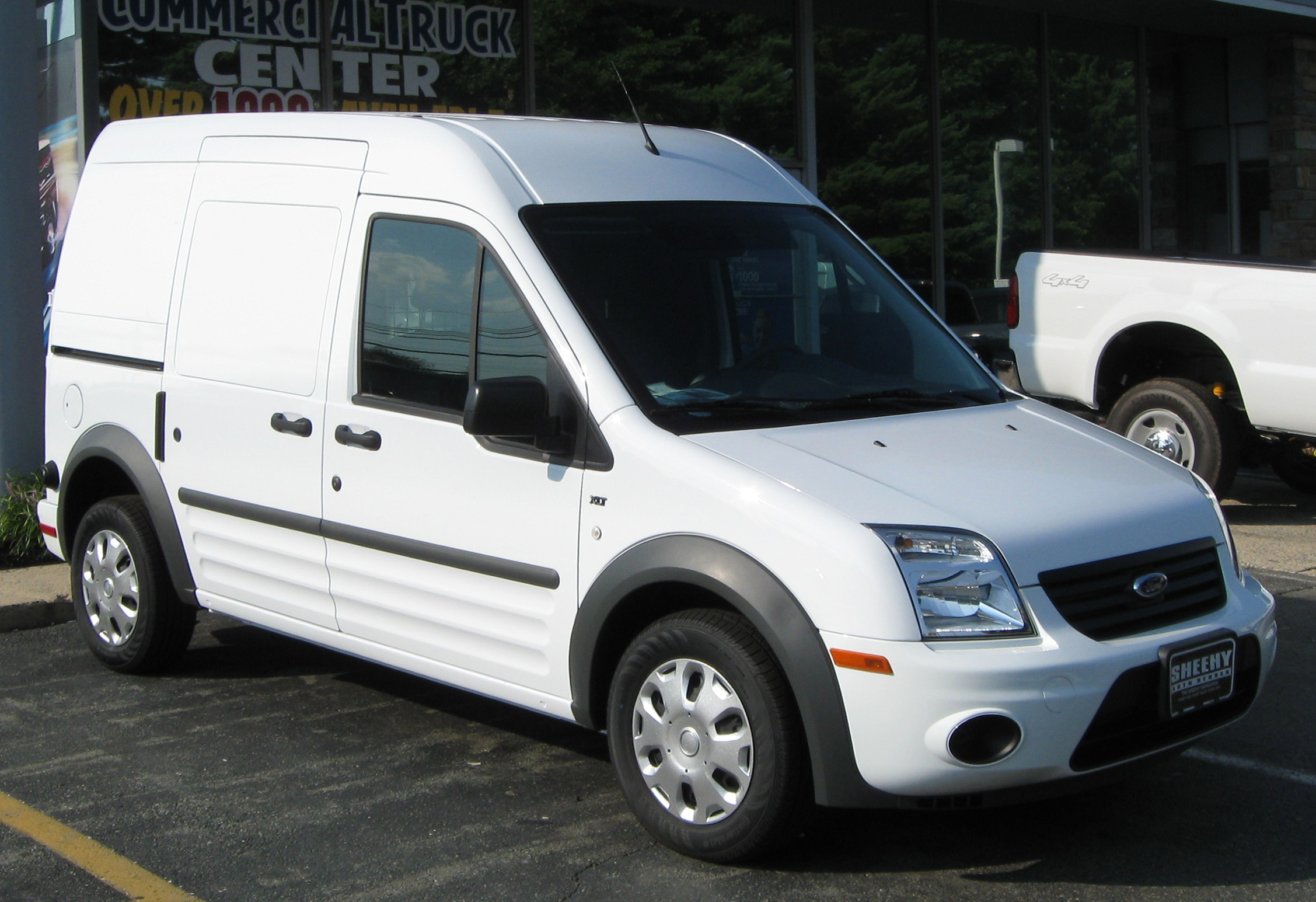
Laundrie și Petito au călătorit cu un Ford Transit Connect alb din 2012, similar cu cel din imaginea de mai sus, care este un Ford Transit Connect XLT din 2010.

Pe 17 iunie 2021, Gabrielle Petito și Brian Laundrie s-au întors în Blue Point pentru ceremonia de absolvire a fratelui ei. Pe 2 iulie 2021, au pornit din Blue Point cu dubița Ford Transit Connect pentru călătoria lor. Mai târziu în aceeași lună, au vizitat Monument Rocks, Parcul Național și Rezervația Great Sand Dunes, Parcul Național Zion, Parcul Național Bryce Canyon, Mystic Hot Springs și Parcul Național Canyonlands.

### Incident de violență domestică
Pe 12 august 2021, un martor a sunat la 911 pentru a raporta un cuplu (identificat ulterior ca Laundrie și Petito) certându-se violent în fața Cooperativei Comunitare Moonflower din Moab, Utah. Apelantul a declarat că a văzut un bărbat lovind o femeie cu palma, după care ambii au fugit pe trotuar, bărbatul lovind-o din nou pe femeie înainte de a pleca împreună. Un alt martor a descris incidentul poliției, menționând că Petito și Laundrie se certau „agresiv” și că Petito „îl lovea cu pumnul în braț”. Martorul a precizat că părea că Laundrie încerca să o lase pe Petito în urmă și să-i ia telefonul. Înainte de a pleca împreună, ea s-a urcat pe scaunul șoferului, s-a mutat apoi pe scaunul pasagerului pentru a putea conduce și l-a întrebat: „De ce trebuie să fii atât de rău?”
Ofițerii de la Departamentul de Poliție al orașului Moab (MCPD) au identificat duba care conducea neregulat lângă intrarea în Parcul Național Arches și au oprit-o. Au găsit-o pe Petito plângând intens pe scaunul pasagerului. Imaginile de pe camera de corp a poliției o arată spunând ofițerilor:
„Nu știu, uneori am TOC foarte grav. Mă ocupam de curățenie și de a pune lucrurile la punct, și îi spuneam: 'Îmi pare rău că sunt atât de rea,' pentru că uneori am TOC și uneori pot deveni foarte frustrată. Nu în sensul că sunt rea cu el. Pur și simplu, vibe-ul meu este că sunt într-o stare proastă. Și îi spuneam că îmi pare rău dacă sunt într-o stare proastă. Pur și simplu... am avut atât de mult de lucru pe computerul meu în dimineața aceasta. Tocmai am renunțat la serviciu pentru a călători prin țară și încerc să-mi încep un blog. Am un blog. Așa că am construit site-ul meu. Am fost foarte stresată și el nu prea crede că aș putea face vreuna dintre acestea, așa că ne-am certat toată dimineața și nu m-a lăsat să intru în mașină înainte.”
Petito a minimizat inițial altercația fizică. După ce ofițerul i-a arătat urme pe braț și pe față și i-a spus să „fie sinceră”, a declarat că Laundrie „i-a spus încontinuu să tacă” și „a apucat-o de față”, provocându-i o vătămare.
Laundrie i-a spus ofițerului: „I-am spus: 'Să luăm o pauză și să nu mergem nicăieri, să ne calmăm un minut'. Era agitată. Și apoi și-a luat telefonul și a încercat să ia cheile de la mine ca să plece. 'Să luăm un minut și să ne retragem, să respirăm și să vedem'. M-a prins cu telefonul ei.”
Petito i-a spus ofițerului că ea l-a lovit pe Laundrie prima oară și i-a implorat pe ofițeri să nu-i separe.  În raportul său, unul dintre ofițeri a scris: „În tot timpul anchetei mele, Gabrielle nu a încetat să plângă, să respire greu sau să compună o propoziție completă fără a fi nevoită să-și ștergă lacrimile, să-și șteargă nasul sau să-și frece genunchii cu mâinile. Bărbatul a încercat să creeze distanță spunându-i lui Gabby să facă o plimbare pentru a se calma [...] Ea nu a vrut să fie separată de bărbat și a început să o apuce de față și a împins-o înapoi în dubă.”
Nici Petito, nici Laundrie nu au dorit să depună acuzații ca urmare a incidentului, care a fost clasificat de poliție ca o criză psihică mai degrabă decât violență domestică, care ar fi necesitat o arestare. Poliția a separat cuplul, aranjând ca Laundrie să petreacă o noapte la motelul Bowen din Moab, iar Petito să rămână în dubă.
Ulterior, MCPD a investigat dacă ofițerii săi au gestionat cazul conform politicilor departamentului. Șeful poliției a luat concediu medical pe durata anchetei.

### Ultimele activități și vederi raportate

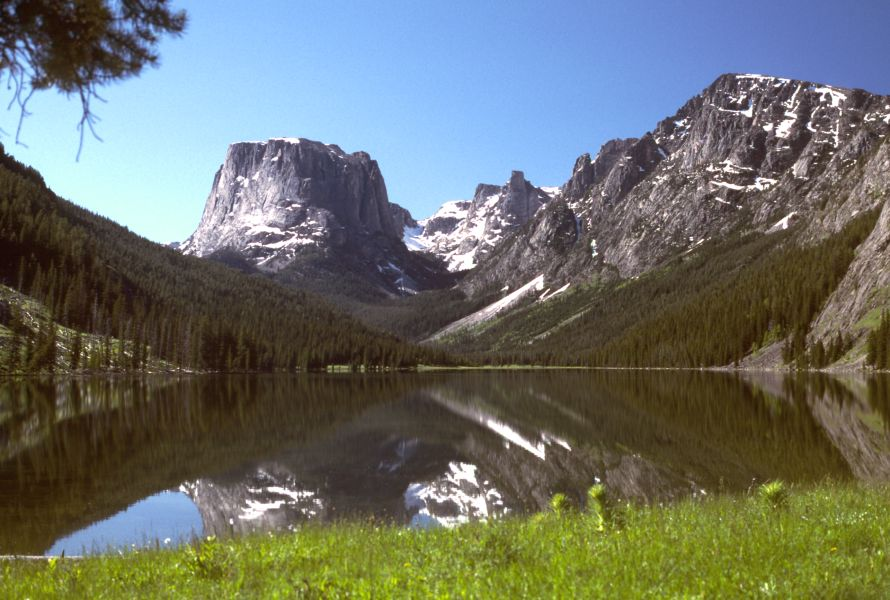
Pădurea Națională Bridger–Teton din Wyoming

Pe 17 august 2021, Brian Laundrie a zburat de la Salt Lake City la Tampa, Florida, lăsând-o pe Gabrielle Petito în urmă. Potrivit personalului hotelului, Petito a petrecut câteva zile la un hotel Fairfield Inn and Suites lângă Aeroportul Internațional Salt Lake City și a plecat pe 24 august. Ulterior, avocatul familiei Laundrie a explicat că scopul călătoriei era de „a lua niște obiecte și a goli și închide unitatea de depozitare pentru a economisi bani, având în vedere posibilitatea extinderii călătoriei”. Laundrie s-a întors pe 23 august pentru a se alătura lui Petito și a continua călătoria.
Mama lui Petito a declarat că a vorbit ultima oară cu fiica ei pe 25 august, aflând că cuplul călătorește din Utah spre Parcurile Naționale Grand Teton și Yellowstone. Pe 25 august, a fost făcută ultima postare pe contul de Instagram al lui Petito, constând în fotografii cu ea în fața unui mural cu fluturi la un restaurant din Ogden, Utah.
Pe 27 august, Petito și Laundrie au fost surprinși de o cameră de supraveghere la un magazin Whole Foods din Jackson, Wyoming. Au ajuns în parcare la 14:11, au intrat în magazin la 14:14, au ieșit la 14:30 și s-au întors în dubă. După aproximativ 20 de minute petrecute în dubă, au plecat și s-au îndreptat spre autostrada 89, drumul spre nord spre campingul Pădurea Națională Bridger–Teton, la 14:56. Aceasta a fost ultima oară când Petito a fost văzută în viață.
Relatările martorilor oculari despre cuplu au fost următoarele:
- Un martor a declarat că i-a văzut pe Laundrie și Petito împreună la restaurantul Merry Piglets Tex-Mex din Jackson Hole, Wyoming. Potrivit martorului, Laundrie a fost „agresiv” și a avut o ceartă (aparent legată de bani) cu managerul, chelnerița și gazda restaurantului. Martorul a mai spus că a văzut-o ulterior pe Petito întorcându-se la restaurant, plângând și cerându-și scuze pentru comportamentul lui Laundrie. Personalul restaurantului a confirmat pe Instagram că cuplul a fost prezent acolo.[36][37]
- Un alt martor a contactat FBI pentru a raporta activitățile și coordonatele unei dube albe care se mișca lent, precum și ale unui tânăr alb „generic” care se „comporta ciudat” în zona Spread Creek Dispersed Camping pe 26, 27 și, posibil, 28 august. Aceasta a postat un videoclip pe TikTok detaliind observațiile sale. Potrivit martorului, un agent FBI a declarat că contul ei a „alertat [FBI]” la locația corectă a rămășițelor lui Petito.[38]
- O femeie a afirmat într-un videoclip pe TikTok că pe 29 august, ea și iubitul ei s-au oferit să-l ducă pe Laundrie cu mașina dintr-o zonă din apropierea Colter Bay Village, după ce l-au văzut făcând autostopul singur.[39] Ea a declarat că Laundrie a devenit „agitat” când a aflat că merg spre Jackson, Wyoming, în loc de Jackson, Wyoming, coborând din vehicul la 18:09 lângă barajul Jackson Lake, la mai puțin de 30 de minute și 10 mile (16 km) după ce a fost luat. Martorului i s-a părut „ciudat” că Laundrie a oferit 200 de dolari pentru călătorie și nu părea a fi foarte murdar, deși susținea că a campat zile întregi.[40][41]
- Un alt martor a declarat că l-a luat pe Laundrie din zona barajului Jackson Lake la 18:20 sau 18:30 pe 29 august, ducându-l la intrarea în zona Spread Creek Dispersed Camping. Laundrie a oferit bani de benzină pentru călătoria de 20 de minute, dar a refuzat să fie dus mai departe de intrarea în camping, care se afla la câțiva kilometri de dubă. Potrivit martorului, Laundrie a părut „agitat” când a coborât din vehicul pe măsură ce se apropiau de locul de campare.[42][43]

Pe 27 august, un mesaj a fost trimis de pe telefonul lui Petito mamei sale, spunând: „Poți să-l ajuți pe Stan, tot primesc mesajele lui vocale și apelurile pierdute”. Mesajul a stârnit îngrijorarea mamei lui Petito, care a declarat că Stan era bunicul lui Petito și că ea nu îl numea niciodată cu prenumele. Ultimul mesaj, trimis pe 30 august, spunea pur și simplu „fără semnal în Yosemite”. Mama ei și-a exprimat incertitudinea cu privire la cine a trimis aceste mesaje.
Pe 29 august, Laundrie a sunat-o pe mama sa și, pe măsură ce conversația lor se apropia de sfârșit, tonul lui s-a „schimbat complet”. Ulterior, tatăl lui Laundrie l-a contactat înapoi, iar Laundrie i-a comunicat că „Gabby s-a dus” și că ar putea avea nevoie de un avocat.
Pe 1 septembrie, Laundrie s-a întors singur la casa părinților săi din North Port cu dubița Ford Transit Connect. Pe 6 și 7 septembrie, el și părinții săi au plecat într-o excursie de camping în Parcul Fort De Soto din Comitatul Pinellas.

## Ancheta

### Dispariția lui Petito și Laundrie
Pe 11 septembrie 2021, mama lui Petito a depus un raport de persoană dispărută, după ce nu a mai primit vești de la fiica sa din 25 august. Patru zile mai târziu, Laundrie a fost desemnat persoană de interes în cazul dispariției lui Petito. Părinții lui Laundrie au angajat un avocat care le-a recomandat să nu coopereze cu ancheta.
Poliția a pus sub supraveghere domiciliul lui Laundrie, iar pe 13 septembrie, acesta a fost văzut plecând. Două zile mai târziu, mașina sa s-a întors acasă, iar poliția a crezut că persoana care a ieșit din vehicul și a intrat în casă era Laundrie. Pe 15 septembrie, șeful poliției din North Port, Todd Garrison, a declarat reporterilor: „Tot ce pot spune este că știm unde se află Brian Laundrie.” Pe 17 septembrie, părinții lui Laundrie au raportat că nu l-au mai văzut din 13 septembrie. În acest moment, poliția a realizat că persoana văzută intrând în casă pe 15 septembrie era de fapt mama lui Laundrie, nu el.
După obținerea mandatelor de percheziție, poliția a confiscat duba Ford Transit Connect, un hard disk extern și Ford Mustang-ul al familiei Laundrie.

### Descoperirea rămășițelor lui Petito
Pe 19 septembrie, rămășițele umane care corespundeau descrierii lui Petito au fost descoperite în zona Spread Creek Dispersed Camping din Wyoming, nu departe de locul unde fusese observată anterior dubița Ford Transit Connect. Identitatea sa a fost confirmată ulterior, iar o autopsie a stabilit că moartea a survenit prin omucidere, cauza fiind "traume majore la cap și gât, însoțite de strangulare manuală”. Se estimează că evenimentul a avut loc cu trei până la patru săptămâni înainte de găsirea cadavrului.

### Căutarea lui Laundrie și descoperirea rămășițelor
Pe 23 septembrie, Tribunalul Districtual al Statelor Unite pentru Districtul Wyoming a emis un mandat de arestare pe numele lui Laundrie, pentru acuzația de utilizare neautorizată a cardului de debit al lui Petito, prin care a obținut sume de 1.000 USD sau mai mult între 30 august și 1 septembrie. FBI-ul a prelevat probe ADN din casa lui Laundrie.
Pe 5 octombrie, sora lui Laundrie a acordat un interviu pentru ABC News, în cadrul căruia l-a implorat pe fratele ei să se predea autorităților. Două zile mai târziu, tatăl lui Laundrie s-a alăturat anchetatorilor în căutarea lui în Rezervația T. Mabry Carlton din Comitatul Sarasota, Florida. Ei s-au concentrat pe zonele pe care le frecventa Laundrie în rezervație și în parcul adiacent, Myakkahatchee Creek.
Pe 20 octombrie, rămășițele scheletice ale lui Laundrie (identificate prin expertiză dentară) și unele dintre bunurile sale au fost găsite în Parcul Ecologic Myakkahatchee Creek, într-o zonă care fusese recent inundată. Autopsia nu a putut determina cauza morții, iar rămășițele au fost predate unui antropolog criminalist pentru examinări suplimentare. Pe 23 noiembrie, a fost anunțat că antropologul a concluzionat că Laundrie s-a sinucis cu o armă de foc.

### Mărturisirea lui Laundrie
Pe 21 ianuarie 2022, FBI a dezvăluit că jurnalul lui Laundrie, găsit lângă rămășițele sale, conținea o mărturisire în care recunoștea că a ucis-o pe Petito și că a trimis mesaje text pentru a crea iluzia că ea era încă în viață. Ulterior, a fost acuzat oficial de moartea lui Petito de către autorități. Divizia FBI Denver a închis ancheta, declarând: „Investigația nu a identificat alte persoane în afară de Brian Laundrie ca fiind implicate direct în moartea tragică a lui Gabby Petito. Obiectivul principal al FBI pe parcursul investigației a fost să facă dreptate lui Gabby și familiei sale.”
În iunie 2022, avocatul familiei Laundrie a publicat integral conținutul jurnalului. În acesta, Laundrie susține că a ucis-o pe Petito după ce ea a căzut și s-a rănit grav: „I-am pus capăt vieții. Am crezut că era un act de milostenie, că asta își dorea, dar acum văd toată greșeala pe care am făcut-o.” Jurnalul se încheie cu planurile lui de sinucidere: „Îmi pun capăt vieții nu din cauza fricii de pedeapsă, ci mai degrabă pentru că nu pot suporta să trăiesc o altă zi fără ea.” Experții au pus sub semnul întrebării veridicitatea versiunii lui Laundrie, considerând-o incompatibilă cu constatările anchetatorilor. Michael Alcazar de la Colegiul de Justiție Penală John Jay considera că Laundrie era „cineva care nu dorea să-și asume responsabilitatea pentru faptele sale” și „încerca să găsească o scuză pentru acțiunile sale.”

## Interesul public

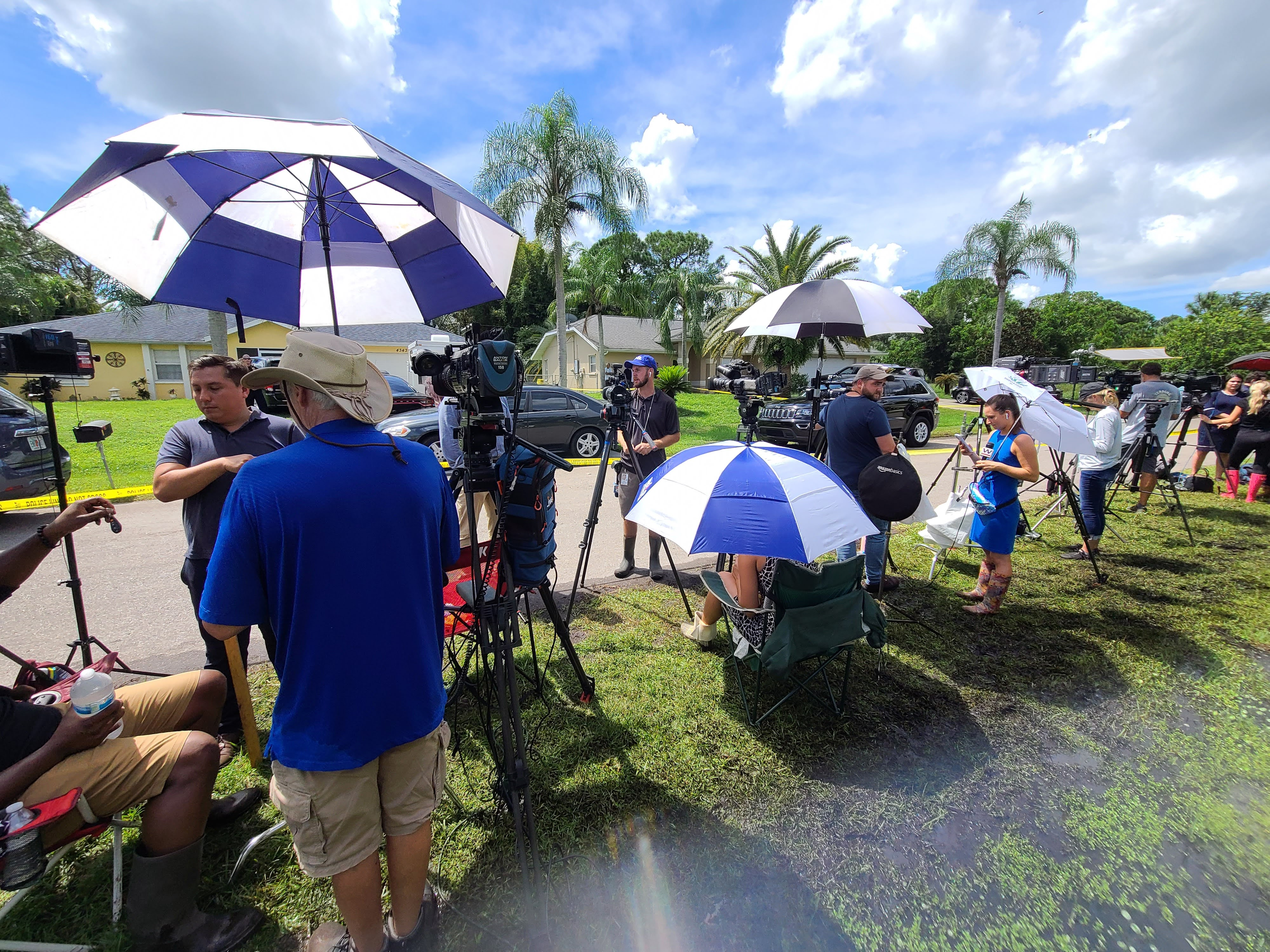
Mass-media în afara casei familiei Laundrie din North Port, Florida, pe 20 septembrie 2021

Cazul a stârnit un interes public și o acoperire mediatică semnificativ mai mare decât în cazul altor persoane dispărute și crime. Acest interes sporit a fost atribuit mai multor factori: refuzul lui Laundrie și al părinților săi de a oferi informații despre locul unde se afla Petito, cantitatea mare de conținut de pe rețelele de socializare care documenta viața și călătoriile cuplului, înregistrările video cu oprirea traficului din Utah, înregistrarea audio a apelului 911, postările video ale martorilor care au oferit o mulțime de dovezi disponibile publicului, ideea că cei implicați erau un cuplu tânăr și atractiv într-o escapadă romantică care a mers prost, incidentele de violență domestică din relația lor, interesul sporit pentru călătoriile cu duba prin țară din cauza pandemiei de COVID-19 și interesul general crescut pentru divertismentul legat de criminalitatea reală în deceniul care a precedat uciderea lui Petito.
Cazul a stârnit speculații, unii sugerând o legătură cu uciderea lui Kylen Schulte și Crystal Turner, petrecută în Moab în aceeași perioadă în care se aflau acolo Laundrie și Petito.
Implicarea publicului în caz a inclus martori și alții care își postau observațiile și teoriile pe rețelele de socializare, protestatari care cereau răspunsuri în afara casei lui Laundrie, priveghiuri cu lumânări pentru Petito în orașul ei natal și donații către Fundația Gabby Petito, înființată de părinții ei pentru a sprijini căutările altor persoane dispărute. Interesul crescut pentru căutarea lui Laundrie și Petito a dus la descoperirea a cinci cadavre ale altor persoane dispărute. Deși unele postări de pe rețelele de socializare cu privire la caz au fost utile în anchetă, multe altele au fost caracterizate ca fiind insensibile, inutile, motivate de expunere potențială, recompensă financiară sau dezinformare.
Volumul mare de acoperire mediatică a cazului a fost citat de unii comentatori ca un exemplu de „sindrom al femeii albe dispărute”. Acest sindrom este definit ca accentul disproporționat al mass-media asupra disparițiilor care implică femei tinere, atractive, albe, din clase sociale privilegiate. Comparând cazul lui Petito cu altele, mai multe instituții au remarcat lipsa de atenție a cazurilor de dispariții care implică persoane care nu corespund acestui profil, de exemplu, cei aproximativ 710 indigeni care au fost raportați dispăruți în sau în apropierea aceleași locații din 2011 până în 2020.

## Procese
Părinții lui Petito i-au dat în judecată pe părinții lui Laundrie și pe avocatul lor. Plângerea lor, depusă pe 30 noiembrie 2022, susține că au suferit durere și suferință emoțională din cauza faptului că părinții lui Laundrie și avocatul lor au reținut informații despre moartea lui Petito. Un judecător din Florida a decis anterior că procesul poate fi intentat.Pe 17 noiembrie 2022, familia lui Petito a intentat un proces pentru moarte din culpă împotriva familiei lui Laundrie. Aceștia au obținut un verdict de 3 milioane de dolari, dar recuperarea sumei este incertă. În noiembrie 2022, părinții lui Petito au intentat un proces de 50 de milioane de dolari împotriva departamentului de poliție din Moab. Plângerea lor a fost modificată în 2023 pentru a include acuzații conform cărora ofițerul Eric Pratt a recunoscut că Laundrie era o amenințare, dar a decis să ignore protocolul legal. De asemenea, acuză departamentul că nu a respectat propriul protocol de evaluare a riscului de violență domestică.

## Adaptare la televizor
La 1 octombrie 2022, Lifetime a lansat un film TV intitulat The Gabby Petito Story ca parte a seriei Ripped From the Headlines. Regizat de Thora Birch, filmul îi are în rolurile principale pe Skyler Samuels ca Petito, Evan Hall ca Laundrie și Birch ca mama lui Petito.